# اینتیماک
اینتیماک (به قزاقی: Intymak) یک منطقهٔ مسکونی در قزاقستان است که در استان آلماتی واقع شده‌است.